# Maison de Loo
La maison de Loo est un musée privé d'art asiatique situé place Gérard-Oury et 48 rue de Courcelles dans le 8e arrondissement de Paris. Il est occupé par les activités de la galerie CTLoo & Cie.
Occupant un bâtiment en forme de pagode chinoise (« la Pagoda ») qui présente une architecture atypique dans son quartier, il est le souhait d'un marchand et collectionneur d'art asiatique, Ching Tsai Loo. Ce dernier a fait transformer un hôtel particulier classique en pagode à la couleur rouge par l'architecte François Bloch en 1925, ou 1926.
La collection est de « 1 300 livres, 3 000 catalogues d'expositions, 3 000 photos originales et de nombreux objets rares ».
L'édifice, surnommé la « pagode Rouge » ou encore « Pagoda Paris », est inscrit au titre des monuments historiques en 2002 et en 2006.